# 佐野晶哉
佐野晶哉（日语：／ Sano Masaya，2002年3月13日—），日本歌手、藝人和演員，兵庫縣西宮市出身，隸屬於星達拓娛樂，是旗下偶像組合Ae! group的成員。

## 個人經歷
受到5歳哥哥的影響，他從小學二年級開始就讀音樂劇學校。從小學四年級起至畢業為止的兩年間，作為童星出演劇團四季的舞台劇。
在國中二年級時，他觀賞了朋友參演的舞台劇《Endless SHOCK》，並說出「我也想做這樣的音樂劇」，結果母親誤以為他是想加入傑尼斯，便替他寄出履歷。他當時想著「反正不可能錄取，就當作去看看吧」而參加了徵選，最終於2016年8月2日加入傑尼斯事務所。
入所約半年後，在某次演唱會彩排時被編舞老師問「會打鼓嗎？」雖然毫無經驗，但他直覺這可能與未來活動有關，便回「會」。藉由這次演唱會的契機，他與正門良規、小島健組成了樂團三人組，開始進行表演活動。
之後，他曾打算為準備大學考試而暫停活動一年，並向事務所表明了這個想法。但被團員們勸說後，他重新思考後向事務所表示希望繼續活動。之後於2019年2月18日，正式成為Ae! group的成員，並在團內擔任鼓手。
2022年5月，他在電影《20歲的靈魂》中首次出演電影。導演秋山純因為看到了他彈唱鋼琴的影片，加上他在父母支持下從事音樂活動的背景，認為「即使找遍全日本，也沒有比佐野更適合的人選」，因此選中他擔綱演出。
2024年5月15日，Ae! group CD出道。

## 人物
中學時期加入了吹奏樂部，擔任薩克斯風手。高中則就讀位於西宮市、設有聲樂科的學校。高中畢業後，進入音樂大學（短期大學）作曲科，並於2022年春季順利畢業。
2022年1月15日，他在《100點卡拉OK音樂祭》直播節目中演唱了關西傑尼斯∞的，成功拿下滿分100點。他用獲得的100萬日圓獎金實現了「想製作MV」的心願，並於5月10日在官方YouTube頻道「Junior CHANNEL」宣布製作團體首支音樂錄影帶的計畫。不過在MV製作前，團體就已決定CD出道，因此該計畫被取消，獎金部分被用於支付出道曲「《A》BEGINNING」MV在福井三洋體育館（サンドーム福井）的拍攝費用。
此外，他在2021年左右取得了2級船舶駕照。

## 出演作品
組合出演請參考 Ae! group ，此處僅列出個人出演。

### 電視劇
- 年下男友 第15話「オトナのオトコ大作戦」（2020年5月31日、朝日放送電視台） - 主演・（與 大西風雅、岡﨑彪太郎 三人主演）
- 少年無法回故鄉的十四個理由 第11話「隣の芝生はアオい!?」（2021年6月5日、朝日放送電視台） - 主演・
- 你的东西在这里（2022年8月22日 - 9月29日、NHK綜合） - 峯田健太
- 離婚後夜（2024年10月13日 - 12月15日、朝日電視台 / 2024年10月14日 - 12月16日、朝日放送電視台） - 主演・宝条伊織
- Dr.阿修羅（2025年4月16日 - 6月25日、富士電視台） - 藥師寺保

### 配信劇
- Dr.阿修羅「醫療監修篇」（2025年6月11日配信、FOD） - 主演・薬師寺保

### 電影
- 真夜中乙女戰爭（2022年1月21日公開、KADOKAWA） - 佐藤
- 20歲的靈魂（2022年5月27日公開、日活） - 佐伯斗真
- 續寫明日照相館（2024年6月7日公開、アスミック・エース） - 五十嵐太一
- 小秘密（2025年5月30日公開、松竹） - 高崎博文（ヅカ）
- 小松先生 第2弾（2026年新春公開、東宝） - 主演・輕松（（組合Ae! group 共同出演）

### 動畫電影
- 執迷男（2025年11月7日公開、萬代南夢宮影像製作） - 主演・ジュゼッペ[1]

### 配音
- 新神榜：楊戩（2025年3月21日公開、ブシロードムーブ / 面白映画） - 主演・楊戩（與 增田俊樹雙主演）

### 舞台
- 劇團四季
  - 音樂之聲 - 庫特
  - 獅子王 - 辛巴（幼年）
- 少年たち 南の島に雪は降る（2017年8月2日 - 27日、大阪松竹座）
- もしも塾（2019年5月25日・26日、萩市民館大ホール）
- 忘れてもらえないの歌（2019年10月15日 - 30日、TBS赤坂ACT劇場 / 11月4日 - 10日、オリックス劇場） - 川崎大
- THE BEGINNING 〜笑劇〜（2022年1月31日 - 2月20日、東京環球劇場 / 2月23日 - 3月6日、サンケイホールブリーゼ）
- もしも塾（2023年3月22日、東京環球劇場）
- 音樂朗讀劇『向日葵之歌～來自天堂唱片的風景～』（2025年1月17日 - 26日、神戸朝日ホール / 1月30日 - 2月8日、有楽町朝日ホール） - 主演・

### 活動
- LOVE IT!ROCK 2024（2024年8月24日、国立代々木競技場第一体育館）
- 秋の火災予防運動（2024年11月9日、イオンモール神戸南） - 神戸市消防局の一日消防署長
- Rakuten GirlsAward 2025 SPRING/SUMMER（2025年5月3日、国立代々木競技場第一体育館） - 電影『小秘密』特別出演

## 作品
- 神様のバカヤロー（作詞：小島健、作曲：佐野晶哉） - JASRAC作品コード：246-3812-9
- ボクブルース（作詞：小島健、作曲：佐野晶哉） - JASRAC作品コード：249-4118-2
- SHOWGEKI!（作詞：小島組、作曲：佐野晶哉） - JASRAC作品コード：271-4297-3
- 僕らAぇ! groupって言いますねん - JASRAC作品コード：276-6659-0
- ストーリぃ！（作詞：佐野晶哉、作曲：佐野晶哉） - JASRAC作品コード：279-0874-7
- 愛してるって言わNight（作詞：小島健、作曲：佐野晶哉）
- Aぇ You Ready?（作詞・作曲：佐野晶哉）

## 外部連結
- STARTO ENTERTAINMENT > Aぇ! group
- 佐野晶哉 個人簡介｜Jr Official Website，存于
- 佐野昌哉 個人簡介｜ISLAND TV，存于
- 佐野晶哉在互联网电影资料库（IMDb）上的資料（英文）

1. ↑  . Comic Natalie. 2025-07-29  [2025-07-29] （日语）.